# معرض تونس الدولي للكتاب
معرض تونس الدولي للكتاب هو معرض تجاري وثقافي وأدبي، ينظم سنويا منذ 1982 في قصر المعارض بالكرم في تونس العاصمة (تونس).

تشارك في المعرض دور النشر التونسية والأجنبية الكبيرة منها والصغيرة، إضافة إلى بعض المنظمات والهيئات والجمعيات التونسية والأجنبية.

## الدورات
| الدورة | التاريخ                   | ضيوف الشرف                         | ضيوف الشرف                         | عدد الزوار                         | عدد الناشرين                       | الشعار                               | المدير                             | المصدر                             |            |
| الدورة | التاريخ                   | الدولة                             | دار النشر                          | عدد الزوار                         | عدد الناشرين                       | الشعار                               | المدير                             | المصدر                             |            |
| ------ | ------------------------- | ---------------------------------- | ---------------------------------- | ---------------------------------- | ---------------------------------- | ------------------------------------ | ---------------------------------- | ---------------------------------- | ---------- |
| 28     | 23 أبريل - 2 مايو 2010    |                                    |                                    |                                    |                                    |                                      |                                    |                                    |            |
| -      | 2011                      | دورة ملغاة                         | دورة ملغاة                         | دورة ملغاة                         | دورة ملغاة                         | دورة ملغاة                           | دورة ملغاة                         | دورة ملغاة                         | دورة ملغاة |
| 29     | 2 - 11 نوفمبر 2012        | مصر                                |                                    | 000 81                             | 317 (23 دولة)                      |                                      |                                    | [ 1 ] [ 2 ]                        |            |
| 30     | 25 أكتوبر - 3 نوفمبر 2013 | السنغال                            |                                    | 000 55                             | 310 (26 دولة)                      |                                      | كمال الدين قحة                     | [ 1 ] [ 3 ]                        |            |
| -      | 2014                      | دورة ملغاة                         | دورة ملغاة                         | دورة ملغاة                         | دورة ملغاة                         | دورة ملغاة                           | دورة ملغاة                         | [ 4 ]                              |            |
| 31     | 27 مارس - 5 أبريل 2015    | المغرب                             |                                    |                                    | 692 (19 دولة)                      | «قف نقرأ»                            | محمد مجدوب                         | [ 5 ]                              |            |
| 32     | 25 مارس - 3 أبريل 2016    | فرنسا                              |                                    |                                    | 810 (23 دولة)                      | «نشر ثقافة السلام في مواجهة الإرهاب» | عادل خضر                           | [ 6 ]                              |            |
| 33     | 24 مارس - 2 أبريل 2017    | لبنان                              | دار نشر جامعة كولومبيا             |                                    | 748 (29 دولة)                      | «نقرأ لنعيش مرتين»                   | شكري المبخوت                       | [ 7 ]                              |            |
| 34     | 6 - 15 أبريل 2018         | الجزائر                            | مجموعة نشر سيال بيغماليون          |                                    | 775 (32 دولة)                      | «نقرأ لنعيش مرتين»                   | شكري المبخوت                       | [ 8 ]                              |            |
| 35     | 5 - 14 أبريل 2019         | بولندا                             |                                    |                                    | 319 (23 دولة)                      | «نقرأ لنعيش مرتين»                   | شكري المبخوت                       | [ 9 ]                              |            |
| -      | 2020                      | دورة ملغاة بسبب جائحة فيروس كورونا | دورة ملغاة بسبب جائحة فيروس كورونا | دورة ملغاة بسبب جائحة فيروس كورونا | دورة ملغاة بسبب جائحة فيروس كورونا | دورة ملغاة بسبب جائحة فيروس كورونا   | دورة ملغاة بسبب جائحة فيروس كورونا | دورة ملغاة بسبب جائحة فيروس كورونا |            |
| 36     | 12 - 21 نوفمبر 2021       | موريتانيا                          |                                    |                                    | 450 (20 دولة)                      | «وخير جليس في الأنام كتاب»           | مبروك المناعي                      | [ 10 ]                             |            |

## الجوائز

### جوائز الإبداع الأدبي والفكري
جائزة البشير خريف للإبداع الأدبي في الرّواية
- 2017: كمال الزغباني
- 2018: وفاء غربال[11]
- 2021: طارق الشيباني

جائزة علي الدوعاجي للإبداع الأدبي في القصّة القصيرة
- 2017: محمد فطومي
- 2018: طارق الشيباني، الأزهر الصّحراوي
- 2021: رضا بن صالح

جائزة فاطمة الحداد للدراسات الفلسفية
- 2018: فتحي انقزو
- 2019:حجبت

جائزة الطاهر الحداد للدراسات الإنسانية والأدبيّة
- 2017: عياض بن عاشور، بكار غريب
- 2018: عبد الوهاب بوحديبة
- 2021: محمد الحداد، لطفي عيسى، سامية القصاب الشرفي، عادل خذر

جائزة الصادق مازيغ للترجمة إلى العربية
- 2017: أميرة غنيم، الصادق بن مهني
- 2018: محمود بن جماعة
- 2021: وليد أحمد الفرشيشي

جائزة توفيق بكار التقديرية
- 2018: حسين الواد
- 2021: محمد الخبو

جائزة أولاد أحمد للإبداع في الشّعر
- 2017: رضا العبيدي

### جوائز النّشر
جائزة عبد القادر بن الشيخ لقصص الأطفال واليافعين
- 2017: دار كنوز للنشر والتوزيع)، دار الأطلسية
- 2018: حجبت
- 2021: دار كنوز للنشر والتوزيع

جائزة عبد الحميد كاهية لكتاب الفن
- 2017: دار نيرفانا
- 2018: لا توجد ترشحات
- 2021: دار نيرفانا

جائزة نور الدين بن خذر لأفضل ناشر تونسي
- 2017: دار الجنوب للنشر
- 2018: دار نقوش عربية
- 2021: دار مسكيلياني

## مقالات ذات صلة
- قائمة معارض الكتاب
- معرض فلسطين الدولي للكتاب

## روابط خارجية
- الموقع الرسمي.